# Sovětský svaz na zimních olympijských hrách
Sovětský svaz na zimních olympijských hrách startuje od roku 1956. Toto je přehled účastí, medailového zisku a vlajkonošů na dané sportovní události.

## Přehled účastí
| Dějiště ZOH            | ZOH      | Vlajkonoš         | Zlatá medaile | Stříbrná medaile | Bronzová medaile | Celkem |
| ---------------------- | -------- | ----------------- | ------------- | ---------------- | ---------------- | ------ |
| 1956 Cortina d'Ampezzo | ZOH 1956 | Oleg Gončarenko   | 7             | 3                | 6                | 16     |
| 1960 Squaw Valley      | ZOH 1960 | Nikolaj Sologubov | 7             | 5                | 9                | 21     |
| 1964 Innsbruck         | ZOH 1964 | Jevgenij Grišin   | 11            | 8                | 6                | 25     |
| 1968 Grenoble          | ZOH 1968 | Viktor Mamatov    | 5             | 5                | 3                | 13     |
| 1972 Sapporo           | ZOH 1972 | Vjačeslav Veděnin | 8             | 5                | 3                | 16     |
| 1976 Innsbruck         | ZOH 1976 | Vladislav Treťjak | 13            | 6                | 8                | 27     |
| 1980 Lake Placid       | ZOH 1980 | Alexandr Tichonov | 10            | 6                | 6                | 22     |
| 1984 Sarajevo          | ZOH 1984 | Vladislav Treťjak | 6             | 10               | 9                | 25     |
| 1988 Calgary           | ZOH 1988 | Andrej Bukin      | 11            | 9                | 9                | 29     |
| Celkem                 | 9        |                   | 78            | 57               | 59               | 194    |
| Zdroj na Olympedia.org |          |                   |               |                  |                  |        |